# Pentobesa fulgens
Pentobesa fulgens är en fjärilsart som beskrevs av Druce 1901. Pentobesa fulgens ingår i släktet Pentobesa och familjen tandspinnare. Inga underarter finns listade i Catalogue of Life.